# Università nazionale d'arte teatrale e cinematografica Ion Luca Caragiale
L'Università Nazionale d'Arte Teatrale e Cinematografica "Ion Luca Caragiale" è un'università pubblica con sede a Bucarest e fondata nel 1954. Porta il nome del drammaturgo Ion Luca Caragiale. È l'unico ateneo pubblico della capitale specializzato nell'insegnamento di discipline specifiche nel campo dello spettacolo.